# Sequoia Magic Loop
Sequoia Magic Loop auparavant connu sous le nom de Sequoia Adventure est un parcours de montagnes russes assises du parc Gardaland, situé à Castelnuovo del Garda, en Vénétie, en Italie.

## Circuit

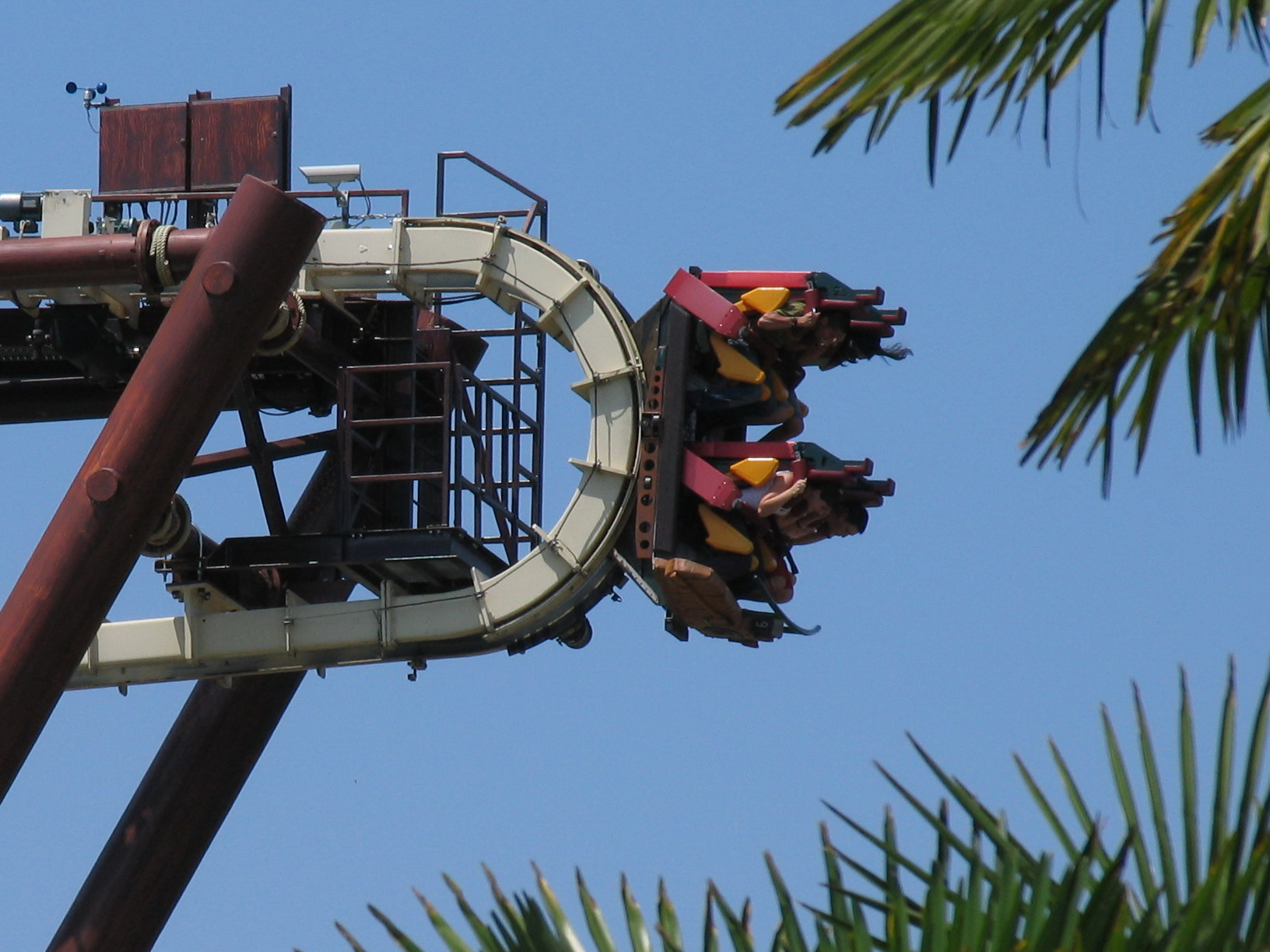
Le wagon commençant l'inversion Saxophone.

Le circuit se compose d'une montée assez rapide et abrupte suivie de trois inversions (3 Saxophone) entrecoupées de lignes droites. La particularité des inversions fait que les passagers parcourent certaines lignes droites avec la tête totalement à l'envers (une fois sur deux).

## Statistiques
- Trains : Les passagers sont placés par deux sur deux rangs pour un total de 4 passagers par wagons.
- Éléments : Trois inversions saxophone
- Hauteur : 30 mètres